# Mungo ESK
Mungo ESK (нім. Einsatzfahrzeug Spezialisierte Kräfte Mungo — оперативний транспортний засіб спеціальних сил) — німецька універсальна повнопривідна неозброєна вантажівка спеціального призначення Бундесверу. Призначається для перевезення підрозділів десантників. Може перевозитись гелікоптерами, літаками, десантуватись за допомогою парашутної системи.

## Історія
Федеральне агентство оборонної техніки наприкінці 2002 розробило вимоги до вантажівки Дивізіону спеціальних операцій для операцій евакуації в районах криз і воєнних дій проти іррегулярних терористичних груп. Mungo ESK розробила на базі вантажівки Multicar M30/FUMO компанія Krauss-Maffei Wegmann, презентувала її на початку 2005 і випробувала в ході місії в Афганістані. У лютому 2005 дивізіону передали перші 396 машин. До вересня 2011 виготовили до 400 машин 3 модифікацій(1, 2, 3). Модифікація 3 є найбільш захищеною, має велику кабіну для перевезення 4+5 осіб.

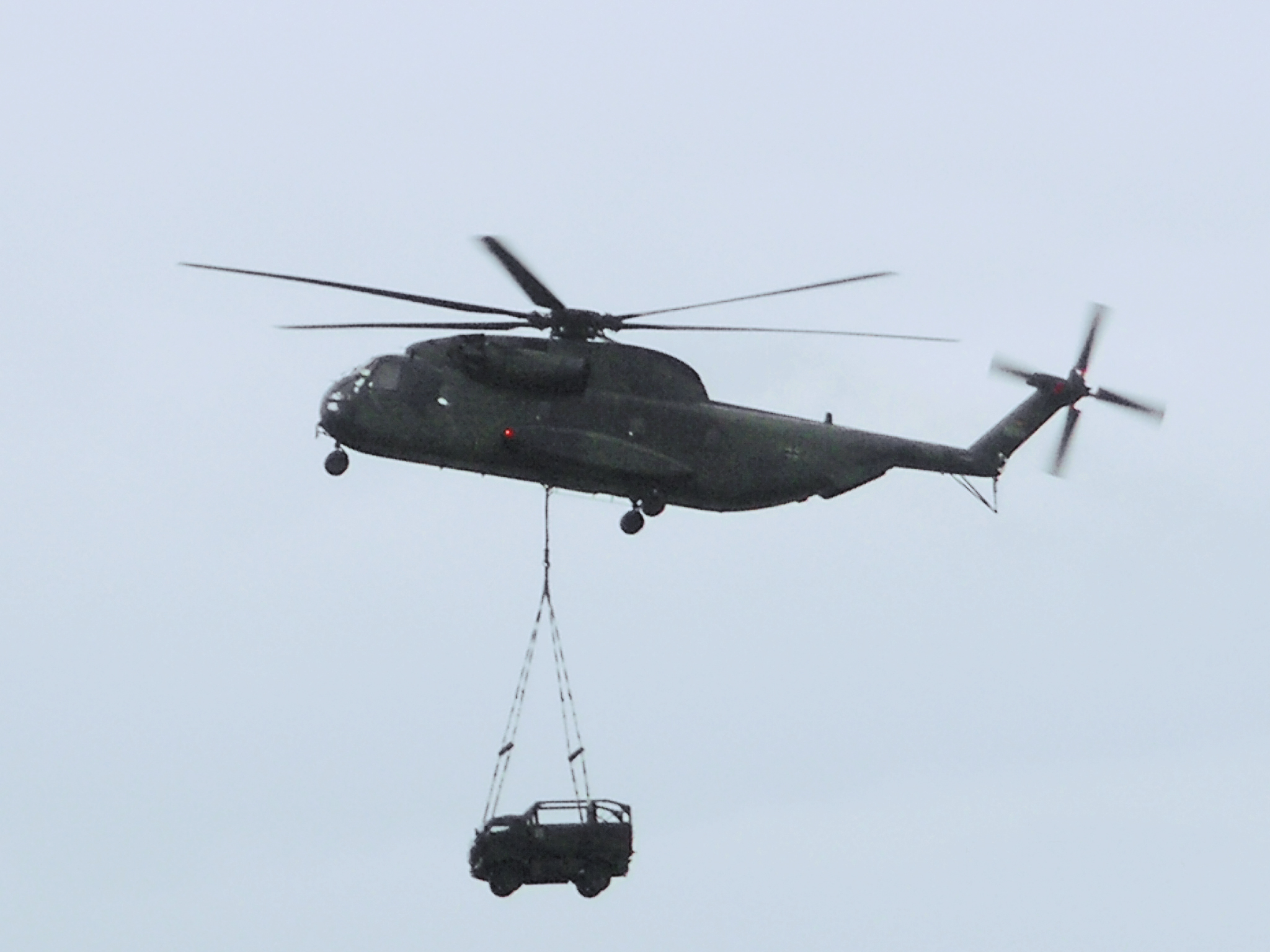
Перевезення гелікоптером

### Конструкція
Вона вміщує 2 осіб у панцирній кабіні з кондиціюванням, 8 десантників (3 за рухом, 5 проти руху машини) у кузові, захищеному панцирними листами на висоту грудей. Захист витримує вибухи протипіхотних мін, ручних гранат, 7,62-мм куль, що відповідає 1 чи 3 рівню стандарту STANAG 4569 в залежності від модифікації. Машина може перевозити 2т вантажу.